# Analiondas
Analiondas (gr. Αναλιόντας) – wieś w Republice Cypryjskiej, w dystrykcie Nikozja. W 2011 roku liczyła 443 mieszkańców.